# Leiocephalus greenwayi
Leiocephalus greenwayi är en ödleart som beskrevs av Barbour och Shreve 1935. Leiocephalus greenwayi ingår i släktet rullsvansleguaner och familjen Tropiduridae. IUCN kategoriserar arten globalt som sårbar. Inga underarter finns listade i Catalogue of Life.
Arten förekommer i Bahamas. Honor lägger ägg.